# ユーグレノゾア
ユーグレノゾア（Euglenozoa）は、運動性のある藻類として有名なミドリムシが属するユーグレナ植物門（Euglenophyta）と、アフリカ睡眠病を引き起こす事で知られる病原体トリパノソーマなどが含まれるキネトプラスト類（Kinetoplastida）とをまとめた分類群である。1981年、Cavarier-Smithにより提唱された。

## 概論
多くの自由生活性の鞭毛虫と、少数の寄生虫として重要な種を含むグループである。大部分は小型で体長15-40μm程度であるが、ユーグレナ植物の中には500μmに達するものもいる。
ユーグレノゾアの生物の大部分は、細胞前部の窪み (apical pocket) から生じる二本の鞭毛を持つ。鞭毛の一方は前方に伸ばし、もう一方は後方に引きずるか、或いは退化的である。後鞭毛が極端に短い場合は窪みから出ず、光学顕微鏡観察では一本鞭毛であるかのように見える。この窪みの近傍（種によっては内部）には捕食装置 (cytostome) があり、鞭毛基部から伸びる鞭毛根の一つに支持されている。この構造は、後述するユーグレノゾア共通の特徴の一つである。
多くのユーグレノゾアの生物は、バクテリア等の小さな獲物を捕食するか、吸収栄養を行う。吸収栄養は寄生性の種に限らず、自由遊泳性で捕食と併用する種もある。しかしながらユーグレナ植物の大部分は葉緑体を持っており、独立栄養生活を営む。そのような光合成を行う種では、光に応答する為の眼点を備える場合が多い。ユーグレナ植物の光合成色素組成は陸上植物のそれに近く、葉緑体が緑藻の二次共生に由来するものである事を示唆している。

## ユーグレノゾア共通の特徴

Euglena sp.：細胞中央のピンク色の球は細胞核、多数見られる緑色の顆粒は葉緑体、上部の赤い点は「Euglena」という名前の由来でもある眼点（eu- '真の、美しい'＋glena '眼'）。

ユーグレノゾアは、藻類と病原虫というおよそ異なる生活様式の生物をまとめたグループであるが、その一体性は形態形質、分子形質の両面から強力に支持されている。

### 分子形質
解析対象として代表的な分子である18S rRNAによる系統解析を初めとして、多くの分子種でユーグレナ植物とキネトプラスト類の単系統性が支持されている。

### 形態形質

#### ミトコンドリア
盤状クリステ類共通の、また、盤状クリステ類に限られる特徴として、団扇型（盤状）のミトコンドリアクリステを持つ。

#### 鞭毛
- 鞭毛軸糸に沿ってパラキシアルロッド（paraxial rod）が存在する。
- 鞭毛に小毛を持つ（場合がある）。この小毛は不等毛藻とは異なり、非常に細い非管状小毛である。
- 3系統の微小管性鞭毛根（dosal root; 背側鞭毛根、intermediate root;中間鞭毛根、ventral root; 腹側鞭毛根）を持ち、それらの生じる位置に相同性がある。捕食性の種では、腹側鞭毛根は捕食装置へ向かって伸びる。

#### 細胞分裂
- 核膜残存型（完全閉鎖型）の核分裂を行う。
- 中期赤道板は形成されない。
- 有性生殖は知られていない。

## 分類
Adl et al. (2012)より。
- 盤状クリステ類 Discicristata
  - ヘテロロボサ Heterolobosea
  - ユーグレノゾア Euglenozoa
    - ユーグレナ類 Euglenida - 従来6目または6亜目に分けられてきたが、3群に再編された。ただし Heteronematina はさらなる再編の必要がある。
      - Heteronematina - 側系統。捕食性。
      - ユーグレナ藻 Euglenophyceae - 主に光合成による独立栄養性。葉緑体を二次的に失った無色の生物を含む。
        - ラパザ Rapaza
        - Eutreptiales
        - Euglenea
          - ウチワヒゲムシ科 Phacaceae
          - ミドリムシ科 Euglenaceae

      - Aphagea - 浸透栄養性。

    - ディプロネマ類 Diplonemea - Diplonema、Rhynchopus。
    - Symbiontida - Bihospites、Calkinsia、Postgaardi。
    - キネトプラスト類 Kinetoplastea - 20世紀後半からキネトプラスト目として扱われてきたが、Vickermanにより5目に再編された。それらは2亜綱に分けられる。
      - プロキネトプラスト亜綱 Prokinetoplastina - 魚類の外部寄生虫 Ichtyobodo と、アメーバの共生体 Perkinsiella。
      - メタキネトプラスト亜綱 Metakinetoplastina
        - ネオボド目 Neobodonida - 基本的に自由生活性。
        - パラボド目 Parabodonida - 自由生活性と寄生性。
        - ユーボド目 Eubodonida - 自由生活性。
        - トリパノソーマ目 Trypanosomatida - 寄生性。